# Kaiky
Kaiky Fernandes Melo, mais conhecido como Kaiky (Santos, 12 de janeiro de 2004), é um futebolista brasileiro que atua como zagueiro. Atualmente joga no Shabab Al-Ahli, dos Emirados Árabes Unidos.

## Carreira

### Santos
Nascido em Santos, São Paulo, Kaiky iniciou sua carreira no futsal do Portuários aos sete anos de idade. Kaiky trocou o futsal pelo futebol de campo aos nove anos de idade, após ingressar nas categorias de base do Santos. Em 21 de dezembro de 2020, Kaiky assinou seu primeiro contrato profissional com o clube, por um contrato de três anos.
Kaiky fez sua estreia profissional no dia 28 de fevereiro de 2021, entrando como titular em um empate fora de casa por 2–2 com o Santo André, pelo Campeonato Paulista de 2021. Ele marcou seu primeiro gol profissional em 9 de março, em uma vitória em casa 2–1 sobre o Deportivo Lara, pela Copa Libertadores da América de 2021.
Com 17 anos, um mês e 25 dias, ele se tornou o jogador mais jovem brasileiro a marcar um gol na Copa Libertadores da América e segundo no geral, atrás apenas de Juan Carlos Cárdenas. Seu recorde foi quebrado no mês seguinte por Ângelo Gabriel, também pelo Santos.

### Almería
No dia 11 de julho de 2022, o Santos encaminhou a venda de Kaiky para o Almería, por sete milhões de euros (Cerca de 37,7 milhões de reais na cotação da época).
O brasileiro tivera uma boa sequência na equipe em seus momentos iniciais. O atleta estreou já na primeira rodada da La Liga, contra o Real Madrid, e participou ativamente das próximas duas partidas, sendo utilizado por 90 minutos na jornada dois, contra o Elche. Na 5ª rodada, porém, foi reserva e participou somente dos últimos 14 minutos de jogo contra o Real Valladolid. Apesar da baixa minutagem, levou o terceiro amarelo consecutivo e deixou de participar dos demais jogos por opção do treinador.
O brasileiro não foi totalmente aproveitado na sequência do Campeonato, fazendo apenas 13 partidas ao todo. Na maioria, entrou no segundo tempo fazendo uma minutagem menos que dez minutos em cinco oportunidades. Kaiky viu do banco de reservas muitos jogos até a reta final do da Liga, onde parou de ser relacionado para os últimos sete jogos. O clube foi livrou-se do rebaixamento, mas o atleta estava na lista de negociáveis da equipe por um empréstimo.
Nos primeiros meses da temporada 2023–24, Kaiky chamou a atenção ao estrear na La Liga fazendo um gol contra o Cádiz, em um jogo que fizera apenas 30 minutos e pôde garantir o primeiro ponto da equipe na época. Na partida seguinte, foi posto como titular diante o Celta de Vigo, mas o time foi novamente derrotado.
Em setembro, no mesmo mês que fizera seu tento diante o Cádiz, foi convocado pelo treinador Ramon Menezes para disputar um amistoso contra Marrocos na Seleção Brasileira. Na ocasião, o ex-jogador era interino na Amarelinha e chamou alguns atletas que já haviam tido alguma experiência sob o seu comando na Seleção de Base.
Voltando do seu compromisso, o jogador foi novamente pouco aproveitado, ainda que, quando esteve em campo, tratou de fazer jogos com mais minutos em campo. Desse modo, desejando mais oportunidades de jogo, aceitou deixar o clube por um curto período de empréstimo à Segunda Divisão Espanhola.

### Albacete (empréstimo)
Kaiky assinou com o Albacete para disputa da Segunda Divisão Espanhola até o fim da época. Sua estreia ocorreu em 3 de fevereiro de 2024, em um empate contra o Fútbol Club Cartagena.
Ao chegar, o clube disputava ativamente a permanência na Divisão. Suas posição era baixa, e o jogador fizera uma boa sequência inicial ajudando o time a fazer uma sequência de quatro jogos invictos – onde venceu um jogo e levou apenas dois gols nesse período – fazendo o Albacete somar pontos o suficiente para se manter longe da Zona de Rebaixamento por algum período.
O início regular, contudo, foi substituído por mais quatro rodadas sem vitórias, empatando somente a última. Kaiky deixou de participar de algumas partidas por conta de uma lesão muscular. Nas quatro partidas de ausência, o time perdeu apenas uma partida e o jogador retornou ao clube ajudando a continuar essa boa fase. O brasileiro esteve em campo nas jornadas 37, 38, 39 e 41; vencendo as três primeiras e empatando a última. Em tal período, só levou gols no empate por 2 a 2 contra o Mirandés.
Com 12 partidas, o jogador ajudou o clube a alcançar a 13ª posição, estando consideravelmente mais distante da terceira divisão do que no período que aportou na cidade.

### Shabab Al-Ahli
Em julho de 2025, acertou sua saída do futebol espanhol rumo aos Emirados Árabes Unidos, assinando com o Shabab Al-Ahli, que disputa primeira divisão.

## Seleção Brasileira
Kaiky foi convocado para a Seleção Brasileira Sub-15 pela primeira vez em 2018, para a disputa de amistosos. Em 2019, participou do Campeonato Sul-Americano Sub-15 como capitão. Ele participou de seis partidas do torneio, que terminou com a sua Seleção como campeã.
Em 2021, Kaiky foi convocado para a Seleção Brasileira Sub-17, em um período de treinamento antes do Campeonato Sul-Americano Sub-17 de 2021, que foi cancelado devido a pandemia de COVID-19.

## Estatísticas
Atualizado até 15 de julho de 2023.

### Clubes
| Equipe            | Temporada         | Campeonato nacional | Campeonato nacional | Campeonato nacional | Copa nacional[a] | Copa nacional[a] | Copa nacional[a] | Competições continentais[b] | Competições continentais[b] | Competições continentais[b] | Outros torneios[c] | Outros torneios[c] | Outros torneios[c] | Total | Total | Total   |
| Equipe            | Temporada         | Jogos               | Gols                | Assist.             | Jogos            | Gols             | Assist.          | Jogos                       | Gols                        | Assist.                     | Jogos              | Gols               | Assist.            | Jogos | Gols  | Assist. |
| ----------------- | ----------------- | ------------------- | ------------------- | ------------------- | ---------------- | ---------------- | ---------------- | --------------------------- | --------------------------- | --------------------------- | ------------------ | ------------------ | ------------------ | ----- | ----- | ------- |
| Santos            | 2021              | 15                  | 0                   | 0                   | 2                | 0                | 0                | 13                          | 1                           | 0                           | 7                  | 0                  | 0                  | 37    | 1     | 0       |
| Santos            | 2022              | 1                   | 0                   | 0                   | 3                | 0                | 0                | 4                           | 0                           | 0                           | 10                 | 1                  | 0                  | 18    | 1     | 0       |
| Santos            | Total             | 16                  | 0                   | 0                   | 5                | 0                | 0                | 17                          | 1                           | 0                           | 17                 | 1                  | 0                  | 55    | 2     | 0       |
| Almería           |                   |                     |                     |                     |                  |                  |                  |                             |                             |                             |                    |                    |                    |       |       |         |
| 2022–23           | 13                | 0                   | 0                   | 1                   | 0                | 0                | —                | —                           | —                           | —                           | —                  | —                  | 14                 | 0     | 0     |         |
| Total             | 13                | 0                   | 0                   | 1                   | 0                | 0                | 0                | 0                           | 0                           | 0                           | 0                  | 0                  | 14                 | 0     | 0     |         |
| Total na carreira | Total na carreira | 29                  | 0                   | 0                   | 6                | 0                | 0                | 17                          | 1                           | 0                           | 17                 | 1                  | 0                  | 69    | 2     | 0       |

- a. ^ Jogos da Copa do Brasil e da Copa del Rey
- b. ^ Jogos da Copa Libertadores da América e da Copa Sul-Americana
- c. ^ Jogos do Campeonato Paulista

## Títulos

### Seleção nacional
Brasil Sub-15
- Campeonato Sul-Americano Sub-15: 2019[46]

### Prêmios individuais
- Seleção de jogadores mais valiosos do mundo com 18 anos ou menos de idade (Marca)[50][51][52]
- Os onze talentos que devem "explodir" em 2022 (Marca)[53][54][55]

### Recordes
- Jogador brasileiro mais jovem a marcar pela Copa Libertadores da América (17 anos, 1 mês e 25 dias)[15][16][17][18]